# 1031 w polityce

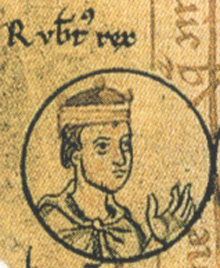
Robert II Pobożny

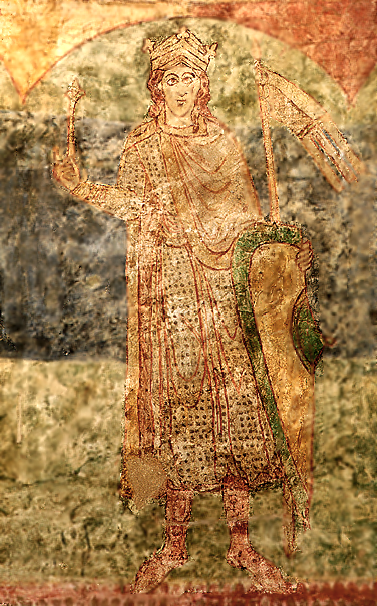
Wratysław II, król Czech

Wydarzenia polityczne w 1031 roku.

## Wydarzenia
- Bezprym obejmuje władzę w Polsce przy pomocy cesarza Konrada II Salickiego, zmuszając brata, Mieszka II Lamberta do ucieczki do Czech[1]. Nowy władca odsyła insygnia królewskie do Niemiec[1], rezygnując tym samym z niepodległości.
- Na skutek przegranej wojny Polska traci na rzecz Niemiec Milsko i Łużyce, na rzecz Rusi zaś - Grody Czerwieńskie[2][3][4].
- Przyłączenie Moraw do Czech[5].
- Upadek kalifatu kordobańskiego[6].

## Urodzili się
- Roger I, hrabia Sycylii[7].
- Wratysław II, król Czech[8].

## Zmarli
- 20 lipca Robert II Pobożny, król Francji[9].